# Thraliana
Thraliana è stato un diario tenuto da Hester Thrale e fa parte di quel genere di raccolte di commenti e osservazioni di famosi personaggi tenuti in occasioni informali. Anche se quest'opera iniziò come un diario personale della Thrale riguardante gli avvenimenti privati della sua famiglia, pian piano cambiò campo di osservazione registrando diversi aneddoti e storie della vita di Samuel Johnson. Quest'opera è servita alla Thrale come base per i suoi Aneddoti del compianto Samuel Johnson, tuttavia la Thraliana è stata pubblicata non prima del 1942. Gli aneddoti contenuti nel libro erano popolari ai tempi della Thrale ma erano considerati non di buon gusto.

## Contesto
Hester Thrale, nata Hester Lynch Salusbury, durante la giovinezza si dedicò a scrivere lettere e compilare diari. Il suo talento nello scrivere suscitò l'ammirazione nei suoi zii, Sir Robert Cotton e Sir Thomas Salusbury, che in seguito la nominarono loro erede. Nel 1765, Thrale conobbe Johnson col quale iniziò una cordiale amicizia. Per lei era naturale tenere una raccolta dettagliata di aneddoti e storie della loro epoca, come anche di tutto ciò di cui aveva esperienza.

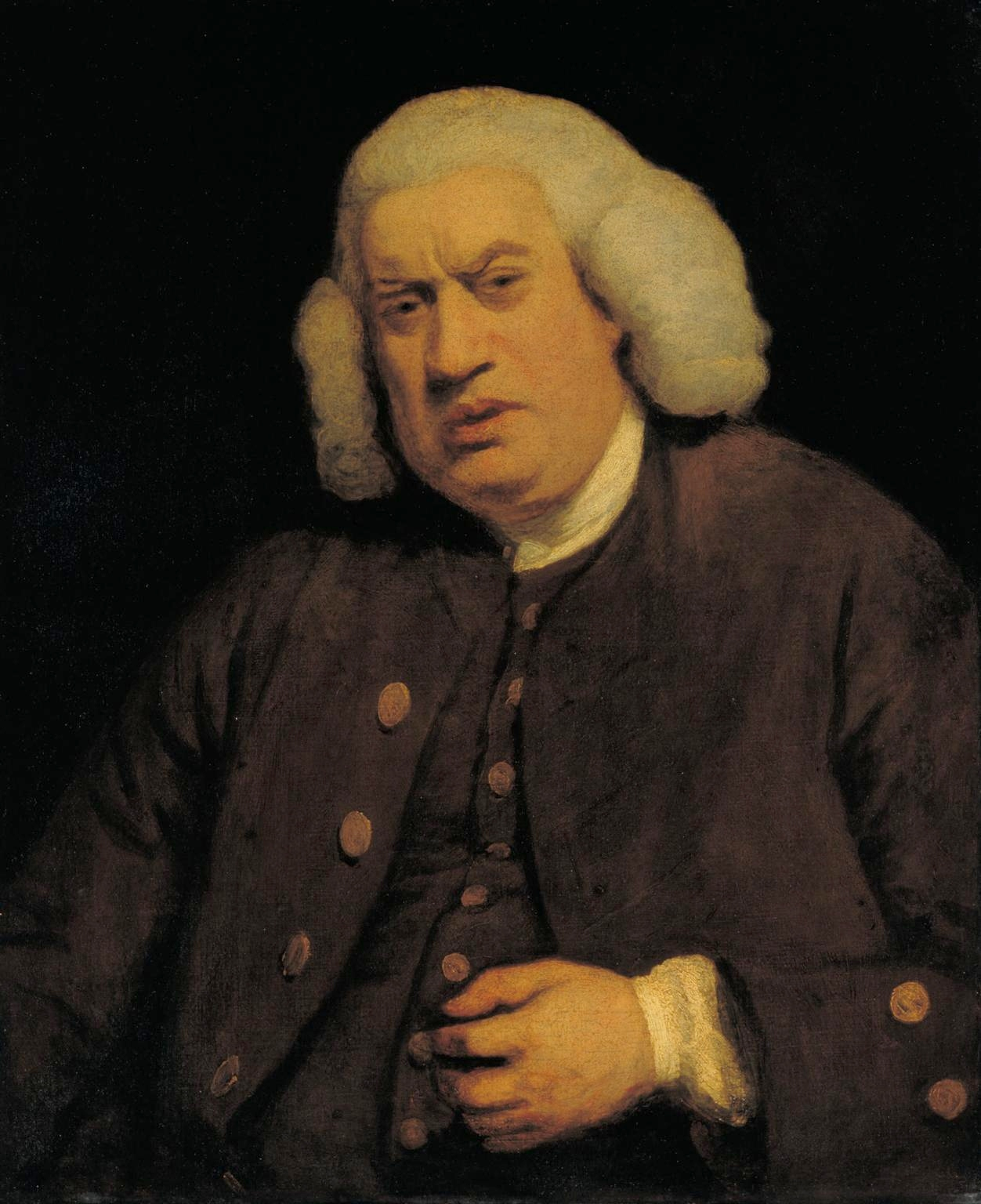
Samuel Johnson

Tuttavia, sorsero incomprensioni fra la Thrale e Johnson, come pure fra lei e i "difensori" di Johnson e la successiva critica letteraria, circa il "graduale allontanamento" dei due dopo la morte del marito di Hester, Henry Thrale. Queste incomprensioni si acuirono in seguito al matrimonio della vedova Thrale col maestro di musica italiano Gabriele Piozzi. Dopo la scomparsa di Johnson, la Thrale si sentì messa da parte dall'opinione pubblica e riteneva di non essere più stimata dai vecchi amici di Johnson: alcuni arrivarono a dire che lei lo aveva abbandonato nei suoi ultimi giorni. In particolare, James Boswell, che provava sdegno verso la Thrale e si considerava anche suo concorrente in letteratura, iniziò a sfruttare la rottura fra la Thrale e Johnson al fine di promuovere la sua Vita di Samuel Johnson.
Dopo la nascita della figlia Queeney, Hester Thrale iniziò a documentare i vari momenti dei primi anni della figlia in un libro intitolato The Children's Book. Quest'opera di fatto venne ampliata includendo una documentazione concernente l'intera famiglia e fu reintitolato Family Book. Per incoraggiare la sua passione per la scrittura, il marito Henry Thrale nel 1776 le regalò sei nuovi diari raccolti in un unico volume recante il titolo Thraliana. L'intento di quest'opera era quello di riportare aneddoti, cosa che per la Thrale era molto affascinante, infatti essa ammise: "Io vado pazza per questi aneddoti che di per sé sono molto seducenti". Fra i modelli inglesi di questo genere letterario, scelse Table Talk di John Selden, Remains di William Camden e Anecdotes di Joseph Spence. Di quest'ultima opera, Johnson le diede un manoscritto nel maggio 1778
Boswell, quando era alla ricerca di informazioni per la sua biografia di Johnson, scrisse: "Mr. Thrale mi ha detto, non ricordo in che giorno, che a casa sua è tenuta una raccolta dal titolo Johnsoniana, in cui viene annotato tutto ha detto e ha fatto il signor Johnson ... Devo cercare di avere a tutti i costi questa miscellanea Thraliana, per avere un aiuto nella scrittura della vita di Johnson, anche se la signora Thrale non intende provvedere personalmente." Dopo la morte di Johnson, Thrale usò gli appunti della Thraliana per compilare gli Aneddoti del compianto Samuel Johnson (1786). Il manoscritto passò attraverso molte mani e fu in possesso di A. Edward Newton fino alla sua morte nell'autunno 1940. La Thraliana fu infine pubblicata nel 1942, per i tipi della Clarendon Press, a cura della professoressa americana Katharine Balderston del Wellesley College.

## La raccolta di aneddoti
La Thrale spiega che il suo libro non è derivato da "un tenere un diario in senso stretto" quando scrive: "Son ormai parecchi anni che il Dr Samuel Johnson mi consiglia di tenere un piccolo diario in cui scrivere tutti i piccoli aneddoti che vengono a mia conoscenza, tutte osservazioni che potrei fare o ascoltare; tutti i versi mai pubblicati e tutte le cose che suscitino la mia impressione in quel momento. Il signor Thrale mi ha ora regalato un voluminoso diario che ha pomposamente intitolato Thraliana; il mio compito è cercare di riempirlo di sciocchezzuole vecchie e nuove." Le incoraggianti osservazioni di Johnson hanno impostato il tema dell'opera da farla diventare una nuova raccolta "Johnsoniana". In particolare, la Thrale trasferì in questa raccolta le sue precedenti note e documentazioni sulla vita di Johnson.
In una lettera del 6 settembre 1777, Johnson disse alla Thrale di essere "precisa nell'allegare le date. La storia è vista tramite la cronologia". Quando Henry Thrale morì, Hester stava scrivendo il suo terzo volume, per questo luttuoso evento l'opera riprese la caratteristica di un diario personale in cui la Thrale annotava i suoi pensieri e le sue sensazioni. In questo volume cominciano a presentarsi descrizioni dei sentimenti della Thrale per quello che sarà il suo secondo marito, Gabriele Piozzi. Nella Thraliana, Thrale rivela la sua preoccupazione per l'opinione che gli altri hanno di lei. Questo è vero soprattutto allorché scrive: "La vita per me è stata niente altro che un continuo "Esame" svoltosi in tutte le parti del mondo - non per farmi degli Amici - perché certamente ne ho avuti ben pochi - ma per tenere lontani i Nemici". Hester Thrale inizialmente non voleva compilare il sesto volume della Thraliana, ma lo fece perché "Johnson ha detto che un giorno potrebbe scaturire del piacere da queste piccole cose, perciò completerò anche quest'ultimo Volume di Aneddoti e non registrerò niente più". Comunque, la Thrale non smise di scrivere diari come aveva deciso ma continuò a scriverne fino alla fine dei suoi giorni.

## Valutazioni
Gli aneddoti della Thrale erano conosciuti perché pubblicati inizialmente in diverse opere, ma molti lettori inizialmente considerarono volgare il suo "stile rilassato e naturale". Tuttavia, Martine Brownley sottolinea che proprio questo stile ha conquistato i lettori del XX secolo anche se il lavoro è stato oggetto di "irregolarità". Katherine Balderston considera quest'opera come "ciò che era quasi, se non del tutto, la prima raccolta inglese di aneddoti". James Clifford ha dichiarato che in Thraliana "ci sono molte preziose testimonianze sul grand'uomo" Samuel Johnson. Tra l'altro, Clifford ha anche affermato che quest'opera della Thrale, insieme con gli Aneddoti del compianto Samuel Johnson, "sono alla base della sua fama di intellettuale scrittrice della fine del XVIII secolo. Edward Bloom ed altri, sostengono che la Thraliana, come anche le lettere dell'autrice, mettono "a nudo la psicologia di una donna".